# Nina & Kim
Nina & Kim era un duo musicale svedese attivo fra il 2003 e il 2006 e formato da Nina Inhammar e Kim Kärnfalk.

## Storia
Nina Inhammar e Kim Kärnfalk erano già componenti del gruppo schlager Friends quando, al suo scioglimento nel 2002, hanno deciso di proseguire il loro sodalizio artistico come duo. Dopo aver firmato con la Bonnier Music, nell'autunno del 2003 hanno pubblicato il loro singolo di debutto Om du stannar hos mig, che ha raggiunto la vetta della classifica svedese.
Il 21 febbraio 2004 Nina & Kim hanno partecipato alla prima semifinale dell'annuale Melodifestivalen, festival musicale usato come selezione del rappresentante svedese per l'Eurovision Song Contest, presentando l'inedito En gång för alla e piazzandosi penultime sugli otto partecipanti, non accedendo quindi alle fasi successive della competizione.
Il duo ha continuato comunque a godere di successo commerciale con il loro secondo singolo Bortom tid och rum, che il mese successivo ha debuttato al 2º posto nella hit parade svedese. Una versione in lingua inglese del brano, intitolata Universe of Love, è stata scelta come inno ufficiale del gay pride di Stoccolma del 2004. Il singolo ha anticipato l'album En annan tid, il quale si è fermato al 12º posto nella classifica nazionale. Un terzo singolo estratto dal disco per la stagione estiva, Hallå hela pressen, ha raggiunto la 14ª posizione.
In seguito a un periodo di depressione, Nina Inhammar ha deciso di abbandonare il progetto nel dicembre del 2006 in seguito alla pubblicazione di una compilation contenente i loro maggiori successi, inclusi quelli incisi con i Friends. Il loro ultimo concerto come Nina & Kim si è tenuto a Helsingborg il 16 dicembre 2006; si riuniranno per la prima volta dopo oltre cinque anni nell'agosto del 2012 per esibirsi al gay pride di Stoccolma.

## Discografia

### Album in studio
- 2004 – En annan tid

### Raccolte
- 2006 – Nina & Kim

### Singoli
- 2003 – Om du stannar hos mig
- 2004 – Bortom tid och rum
- 2004 – Hallå hela pressen (feat. Chattanooga)